# Rushubi
Rushubi ist eine von sieben Zellen (Verwaltungseinheiten 4. Ebene) im Sektor Rugerero des Distrikts Rubavu in der Westprovinz von Ruanda. Sie liegt südöstlich der Stadt Gisenyi auf einer Höhe von etwa 1660 m. Nachbarzellen sind im Nordosten Kabilizi, im Osten Kinigi, im Süden Munanira, im Südwesten Rubona, im Westen Nengo und im Nordwesten Rwaza.